# Trefläckigt vågfly
Trefläckigt vågfly (Eupsilia transversa) är en fjärilsart som beskrevs av Hüfnagel 1766. Trefläckigt vågfly ingår i släktet Eupsilia och familjen nattflyn. Arten är reproducerande i Sverige. Inga underarter finns listade i Catalogue of Life.

## Bildgalleri

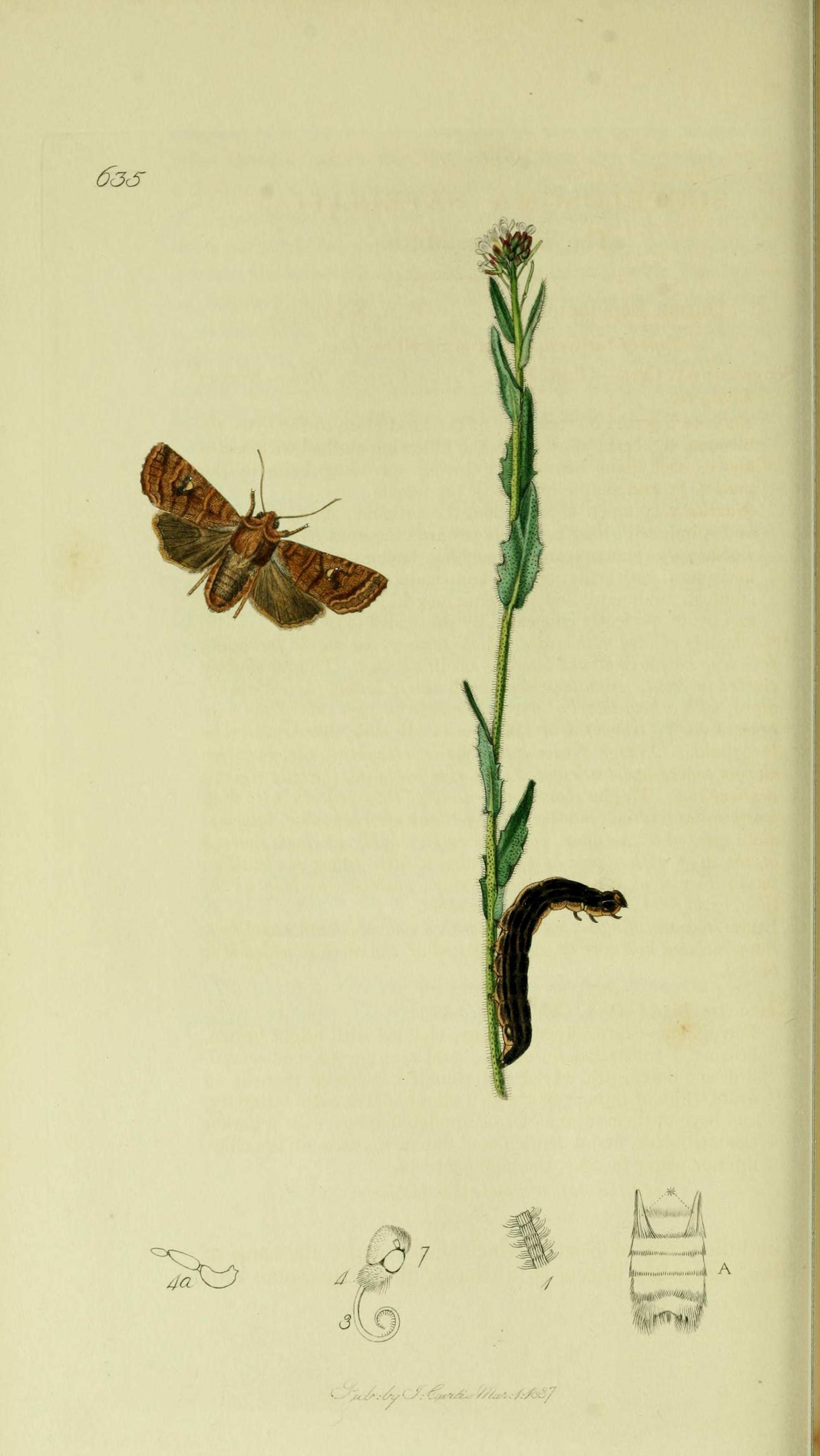
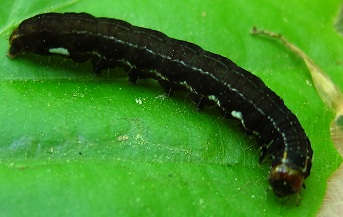